# Houdreville
Houdreville é uma comuna francesa na região administrativa de Grande Leste, no departamento de Meurthe-et-Moselle. Estende-se por uma área de 10,37 km². Em 2010 a comuna tinha 421 habitantes (densidade: 40,6 hab./km²).